# Verlamion
Verlamion o Verlamio fou un assentament que s'ha datat en l'Edat de Ferro de la Gran Bretanya. Fou el centre de poder del rei britó Tasciovanus i la capital dels Catuvellauni, poble que relaciona amb els catalauni de la Gàl·lia, entre el 20 aC, aproximadament, fins a poc després de la invasió Romana del 43 dC. La seva situació geogràfica era al Turó de Prae, dos km a l'oest de l'actual St Albans.

## Etimologia
L'etimologia del topònim 'Verlamion' és incerta: podria ser que el nom signifiqui "poblament sobre el pantà", o "[poblament de] Uerulamos [Mà Ample]" en Britò. Els elements *wer- i *lamā- signifiquen "alt" i "mà" respectivament en britònic comú (-i- és adjectival, denotant un lloc, i *on és l'habitual sufix neutre). Una etimologia alternativa es podria deduir, a partir del gal·lès modern, com a 'banc del (Riu) Ver', on Ver podria significar 'curt' o ser una contracció de 'Veru' o 'Berw', que significaria 'riu escumejant o borbollejant' (cf Berwyn).

## Edat de ferro
Es creu que la capital de la tribu o poble dels Catuvellauni va ser traslladada per Tasciovanus entre els anys 25 i 5 aC. La situació de la capital anterior no se sap amb seguretat, però és possible especular-la, a partir de les evidències documentals que trobem a l'obra de Juli Cèsar titulada Commentarii de Bello Gallico i a l'arqueologia dels jaciments de l'Edat del Ferro de la zona, que podria estar a unes quantes milles al nord, prop de Wheathampstead, on hi ha el Devil's Dyke, una formació vertical monumental que ha estat interpretada com a part de les defenses d'un gran oppidum prop del Riu Lea.
Tasciovanus fou el primer rei a produir monedes a Verlamion, al voltant del 10 aC. Hi ha evidència que a l'oppidum podia haver-hi tingut una funció ritual significativa. El centre va créixer en el periode governat per Cunobelí, fill de Tasciovanus.
Cunobelí pot haver manat construir el Beech Bottom Dyke, una altra construcció geològica defensiva annexa a l'assentament d'una importància indeterminada. S'ha suggerit que podia formar part d'un esquema defensiu inusualment gran que inclouria el Devil's Dyke, abans mencionat, i que aniria del Riu Ver al Riu Lea.

## Història romana i posterior
El nom Llatinitzat per l'oppidum i la ciutat Romana que el va reemplaçar era Verulàmium. En temps dels saxons, St Albans va ser fundat en un turó adjacent.

## Museu local
El Verulamium Museum, que principalment mostra elements històrics de l'època romana, també disposa d'una secció pre-romana.